# Desmidium coarctatum
Desmidium coarctatum là một loài Song tinh tảo trong họ Desmidiaceae, thuộc chi Desmidium.